# Olympische Sommerspiele 1912/Segeln – 6-m-Klasse
Die Segelregatta mit der 6-m-Klasse bei den Olympischen Sommerspielen 1912 fand vom 20. bis 22. Juli statt. Austragungsort war der Hafen von Nynäshamn.

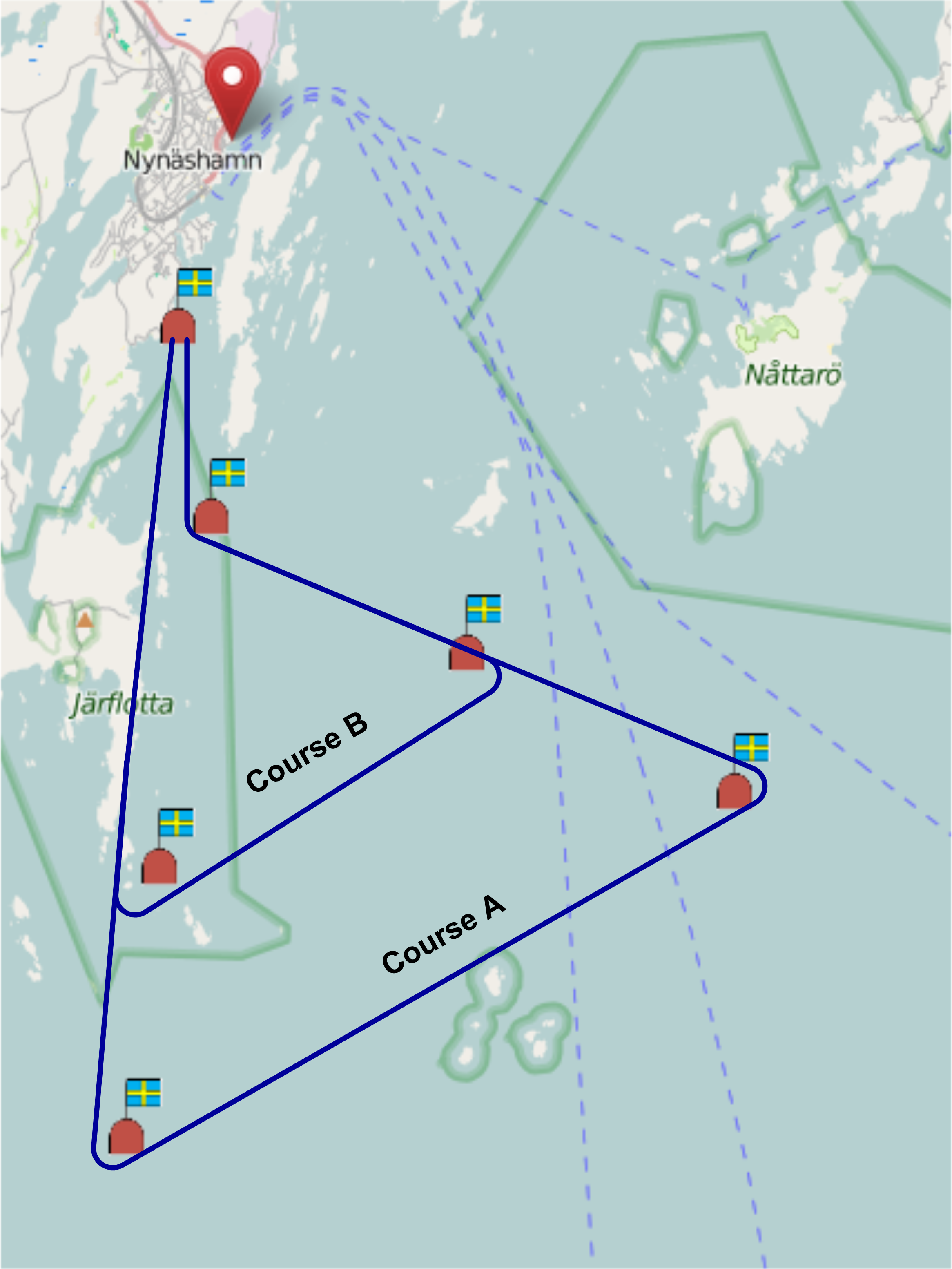
Gesegelt wurde auf Course B.

## Äußere Bedingungen
Alle Rennen wurden auf 11:00 Uhr angesetzt.
| Datum         | Rennen    | Wetter                  | Windgeschwindigkeit                      | Windrichtung | Startzeit |
| ------------- | --------- | ----------------------- | ---------------------------------------- | ------------ | --------- |
| 20. Juli 1912 | 1         | Leichte östliche Brise  | 5 Knoten (9,3 km/h) - 9 Knoten (17 km/h) |              | 11:00     |
| 21. Juli 1912 | 2         | Leichte Brise am Morgen | 4 Knoten (7,4 km/h) - 6 Knoten (11 km/h) |              | 11:00     |
| 22. Juli 1912 | Medaillen | Sehr leichter Wind      | 5 Knoten (9,3 km/h) - 7 Knoten (13 km/h) |              | 11:00     |

## Ergebnisse
| Rang | Land       | Crew                                                          | Yachtname | Rennen 1 | Rennen 1 | Rennen 2 | Rennen 2 | Gesamt |
| Rang | Land       | Crew                                                          | Yachtname | Zeit     | Punkte   | Zeit     | Punkte   | Punkte |
| ---- | ---------- | ------------------------------------------------------------- | --------- | -------- | -------- | -------- | -------- | ------ |
| 1    | Frankreich | Gaston Thubé Amédée Thubé Jacques Thubé                       | Mac Miche | 2:35:20  | 3        | 2:23:44  | 7        | 10     |
| 2    | Dänemark   | Hans Meulengracht-Madsen Steen Herschend Sven Thomsen         | Nurdug II | 2:34:41  | 7        | 2:26:07  | 3        | 10     |
| 3    | Schweden   | Eric Sandberg Otto Aust Harald Sandberg                       | Kerstin   | 2:44:54  | 0        | 2:26:44  | 1        | 1      |
| 4    | Schweden   | Olof Mark Edvin Hagberg Jonas Jonsson                         | Sass      | 2:37:01  | 1        | 2:30:24  | 0        | 1      |
| 5    | Finnland   | Ernst Estlander Torsten Sandelin Gunnar Stenbäck              | Finn II   | 2:39:33  | 0        | 2:31:02  | 0        | 0      |
| 6    | Norwegen   | Edvard Christensen Hans Christiansen Eigil Kragh Christiansen | Sonja II  | 2:39:48  | 0        | 2:30:39  | 0        | 0      |

### Medallenrennen
Platz 1 und 2 sowie 3 und 4 fuhren in direkten Duellen die Medaillen aus.
| Rang | Nation     | Crew                                                  | Yachtname | Zeit    | Punkte |
| ---- | ---------- | ----------------------------------------------------- | --------- | ------- | ------ |
| 1    | Frankreich | Gaston Thubé Amédée Thubé Jacques Thubé               | Mac Miche | 2:38:48 | 7      |
| 2    | Dänemark   | Hans Meulengracht-Madsen Steen Herschend Sven Thomsen | Nurdug II | 2:41:40 | 3      |

| Rang | Nation   | Crew                                    | Yachtname | Zeit    | Punkte |
| ---- | -------- | --------------------------------------- | --------- | ------- | ------ |
| 3    | Schweden | Eric Sandberg Otto Aust Harald Sandberg | Kerstin   | 2:42:32 | 7      |
| 4    | Schweden | Olof Mark Edvin Hagberg Jonas Jonsson   | Sass      | 2:44:11 | 3      |

### Tagesplatzierungen

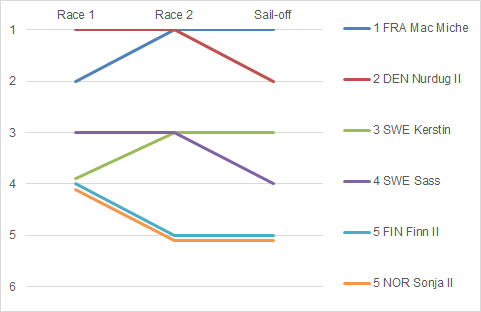